# Plexus ptérygoïdien
Le plexus ptérygoïdien est un réseau veineux situé dans la fosse infra-temporale.
Il est situé entre le muscle temporal, le muscle ptérygoïdien médial et le muscle ptérygoïdien latéral.

## Affluents
Il reçoit les affluents correspondant aux branches de l'artère maxillaire :
- les veines méningées moyennes ;
- les veines temporales profondes ;
- la veine du canal ptérygoïde ;
- les veines auriculaires antérieures ;
- les veines de la parotide ;
- les veines articulaires temporo-mandibulaires ;
- les veines tympaniques ;
- la veine stylo-mastoïdienne ;
- certaines veines palatines ;
- une branche qui communique avec la veine ophtalmique par la fissure orbitaire inférieure ;
- la veine infra-orbitaire.

## Drainage
Le plexus ptérygoïdien des veines devient la veine maxillaire .Elle rejoint  la veine temporale superficielle pour devenir la veine rétro-mandibulaire. La branche postérieure de la veine rétro-mandibulaire et la veine auriculaire postérieure forment alors la veine jugulaire externe qui se jette dans la veine sous-clavière.

## Rapports
Ce plexus communique avec la veine faciale antérieure.
Il communique également avec le sinus caverneux, par des branches passant par le foramen veineux, le foramen ovale et le foramen déchiré.

## Aspect clinique
En raison de sa communication avec le sinus caverneux, une infection de la face superficielle peut se propager au sinus caverneux et provoquer une thrombose du sinus caverneux. Cette complication peut se manifester par un œdème des paupières et une paralysie des nerfs crâniens qui traversent le sinus caverneux.